# Glycyrrhiza gontscharovii
Glycyrrhiza gontscharovii es una especie de planta floral del género Glycyrrhiza, familia Fabaceae, orden Fabales.

## Distribución
Se distribuye por Tayikistán.

## Taxonomía
Fue descrita por Maslenn. y publicada en Trudy Tadzikistanskoi Bazy 8: 617 (1938 publ. 1940).